# Karago
Karago är ett vattendrag i Burundi.   Det ligger i provinsen Karuzi, i den centrala delen av landet, 80 kilometer öster om huvudstaden Bujumbura.
Omgivningarna runt Karago är en mosaik av jordbruksmark och naturlig växtlighet. Runt Karago är det ganska tätbefolkat, med 179 invånare per kvadratkilometer.